# Greta Liljefors
Anna Greta Liljefors, född 1 mars 1909 i Esbo, död 18 augusti 1991 i Engelbrekts församling, Stockholm, var en sverigefinlandssvensk förlagsredaktör. 
Liljefors, som var dotter till filosofie doktor Henrik Wegelius och filosofie magister Ella Cajanus, avlade studentexamen 1926 samt blev filosofie kandidat vid Helsingfors universitet 1932. Hon var förlagsredaktör på Svenska Bokförlaget 1949–1965 och på SÖ-förlaget 1965–1974. Hon var redaktör för antologin Jordiskt hem (1946), initiativtagare till Ensamma föräldrars förening och dess ordförande 1959–1979 samt medredaktör för Sociala meddelanden (tillsammans med Kaj Andersson) 1960–1965.
Liljefors ingick 1932 äktenskap med filosofie licentiat Roland Liljefors (1902–1948), son till kapellmästare Ruben Liljefors och konsertsångerska Christiane Petersen.